# Vaherahu
Vaherahu ist eine unbewohnte Insel, 910 Meter von der größten estnischen Insel Saaremaa entfernt. Die Insel liegt in der Landgemeinde Saaremaa im Kreis Saare. Sie gehört zum Nationalpark Vilsandi.
Vaherahu ist 40 Meter lang und acht Meter breit.